# Nguyễn Văn Cường (kiểm sát viên)
Nguyễn Văn Cường (sinh ngày 20 tháng 10 năm 1962) là kiểm sát viên cao cấp Việt Nam. Ông hiện giữ chức vụ Viện trưởng Viện kiểm sát nhân dân tỉnh Đắk Nông.

## Xuất thân và giáo dục
Nguyễn Văn Cường sinh ngày 20 tháng 10 năm 1962, người dân tộc Kinh, không theo tôn giáo nào. Ông có quê quán tại xã Lĩnh Sơn, huyện Anh Sơn, tỉnh Nghệ An.
Nguyễn Văn Cường hoàn thành chương trình giáo dục phổ thông hệ 10 năm (10/10).
Sau đó ông có bằng Đại học chuyên ngành Luật.

## Sự nghiệp
Nguyễn Văn Cường là đảng viên Đảng Cộng sản Việt Nam.
Ông gia nhập Đảng Cộng sản Việt Nam vào ngày 19 tháng 5 năm 1987 khi 25 tuổi.
Ông có bằng Cao cấp lí luận chính trị Đảng Cộng sản Việt Nam.
Tháng 6 năm 2007, Nguyễn Văn Cường giữ chức vụ Phó Viện trưởng Viện kiểm sát nhân dân tỉnh Đắk Nông.
Nguyễn Văn Cường từng là Đại biểu Hội đồng nhân dân tỉnh Đắk Nông nhiệm kì 2011-2016.
Ngày 25 tháng 9 năm 2015, Nguyễn Văn Cường, Viện trưởng Viện kiểm sát nhân dân tỉnh Đắk Nông, được bầu vào Ban Chấp hành Đảng bộ tỉnh Đắk Nông khóa 11 nhiệm kỳ 2015 - 2020.
Ngày 3 tháng 4 năm 2016, Nguyễn Văn Cường được trao quyết định bổ nhiệm chức danh kiểm sát viên cao cấp.
Ngày 30 tháng 5 năm 2016, Nguyễn Văn Cường, Tỉnh ủy viên, Bí thư Ban cán sự đảng Viện kiểm sát nhân dân tỉnh, Viện trưởng Viện kiểm sát nhân dân tỉnh Đắk Nông được công bố trúng cử đại biểu Hội đồng nhân dân tỉnh Đắk Nông nhiệm kì 2016-2021. Ông thuộc tổ đại biểu huyện Krông Nô.
Hiện nay (năm 2018), Nguyễn Văn Cường đang giữ chức vụ Tỉnh ủy viên, Viện trưởng Viện kiểm sát nhân dân tỉnh Đắk Nông.